# Ambrosio García Lao
Ambrosio García Lao (Navarro, Argentina; 21 de octubre de 1926 – Gandía, España; 11 de agosto de 1983) fue un periodista, escritor y pionero argentino de la televisión argentina a principios de los años 60.

## Vida profesional
Hizo sus primeras incursiones periodísticas en la Escuela Normal Tomás Godoy Cruz donde, junto con dos compañeros, publicaba el periódico Páginas Nuestras. Después estudió tres años de Ingeniería Agronómica, dos de Filosofía y Letras y uno de Ciencias Políticas, hasta que en 1953 empezó a trabajar en el diario La Libertad encontrando definitivamente su vocación. Más adelante pasó al diario Los Andes del que fue despedido por un conflicto gremial. Fue asistente de actividades culturales en la Universidad Nacional de Cuyo, cronista de El Tiempo de Cuyo, trabajó en el diario El Mundo, y en las emisoras Radio Nacional y Radio Libertador, y fue corresponsal en Mendoza de la revista porteña Confirmado, dirigida por Jacobo Timerman. Además, dirigía la cátedra de Redacción Periodística y Diagramación de la Escuela de Periodismo de Mendoza.
El salto hacia el reconocimiento popular lo dio en 1960 cuando Abelardo Vázquez le dijo: “Usted es la persona que yo buscaba” y lo contrató para organizar el incipiente Telenoticiero de Canal 7 de la ciudad de Mendoza, junto con otros pioneros de la televisión como Ronald Grean y Edmundo Tomei. A principios de 1961 fue becado por el Instituto de Cultura Hispánica de Madrid y partió a España donde permaneció seis meses escribiendo crónicas sobre ese país que le valieron el premio Carlos Septien. De vuelta en Mendoza produjo y presentó el programa Lo que dura un cigarrillo para contar la experiencia del viaje, quince minutos televisivos memorables a raíz de los cuales la gerencia del canal le ofreció la oportunidad de hacer programas periodísticos y documentales, además de conducir los noticieros. Así, en Chist, venga conmigo analizó con humor la actualidad, en El nombre de la semana y Ustedes y yo entrevistó a personalidades de la política y la cultura, y realizó programas de interés general con características absolutamente innovadoras para la época como los ciclos Crónica viva o Informado. Su paso por la televisión mendocina dejó una huella imborrable en la memoria de los espectadores de esa provincia. Entre otros premios, obtuvo dos Martín Fierro y un Santa Clara de Asís.
A principios de los años 70 había incursionado como empresario periodístico creando la productora García Lao Producciones que fue estatizada por el turbulento gobierno de Isabel Perón en 1974. De todo lo invertido en ese emprendimiento, sólo pudo conservar la Lexicon 80, su máquina de escribir. El 24 de marzo de 1976 se produjo el golpe de Estado de las juntas militares que implantaron un gobierno dictatorial en Argentina, y Ambrosio García Lao decidió radicarse con su familia en España para poder ejercer el periodismo independiente en el que creía.
En España fue contratado por RTVE. Su abultado currículo le hizo encajar rápidamente. Aun así, la presión era fuerte para un hombre de 50 años que debía empezar de nuevo y sufrió un preinfarto al poco tiempo de su llegada. Una vez recuperado, estuvo más dispuesto que nunca a abrirse camino y convertir España en su hogar. Le recomendaron que para avanzar profesionalmente debía obtener el título español de periodista. Con más de 20 años de carrera y siendo el periodista más premiado de Argentina, se inscribió como alumno en la Universidad Complutense de Madrid.
Hoy, una sala de Canal 7 de Mendoza lleva su nombre y está vivo en el recuerdo de la gente gracias a los homenajes que le brindan quienes fueron sus colegas.

## Vida personal
Hijo de Ambrosio García y Carmen Lao, García Lao nació en la pequeña ciudad de Navarro, provincia de Buenos Aires. Sin embargo, su infancia la pasó en La Plata, donde su padre había sido destinado por la cadena de zapaterías Tompsa para la que trabajaba. Más adelante, fue trasladado a la sucursal de Mendoza, ciudad donde la familia echó raíces.
Al terminar la escuela, García Lao estudió magisterio y comenzó una carrera universitaria que conformaba a sus padres: Ingeniería Agronómica. Terminó tercer año y cuando iba a inscribirse en cuarto, en un acto de arrojo, le dijo a su padre que no iba a seguir. Pasó por otras carreras hasta que descubrió que su vocación era el periodismo.
En el barco en que volvía de su estadía en España en 1961, conoció a la periodista y escritora española María del Amor González (a.k.a. Ami García Lao) con quien contrajo matrimonio en marzo de 1963 en la iglesia de San Francisco de Mendoza. Con ella vivió toda la vida y tuvo a sus tres hijas, Verónica, Fernanda y Gabriela.
Ambrosio García Lao murió en el mar Mediterráneo el 11 de agosto de 1983 frente a Gandía, una pequeña ciudad de la costa valenciana. “Morirse es crear una serie incontable de molestias y gastos para todos, menos para el occiso. Y no hay derecho a aprovechar que se está muerto para crear todos estos problemas, con la excusa de que uno ya no es responsable”, dijo sobre la muerte.